# Sphalloplana percoeca
Sphalloplana percoeca är en plattmaskart som först beskrevs av Alpheus Spring Packard 1879.  Sphalloplana percoeca ingår i släktet Sphalloplana och familjen Planariidae. Inga underarter finns listade i Catalogue of Life.